# Wojsko Królestwa Serbii (1914)

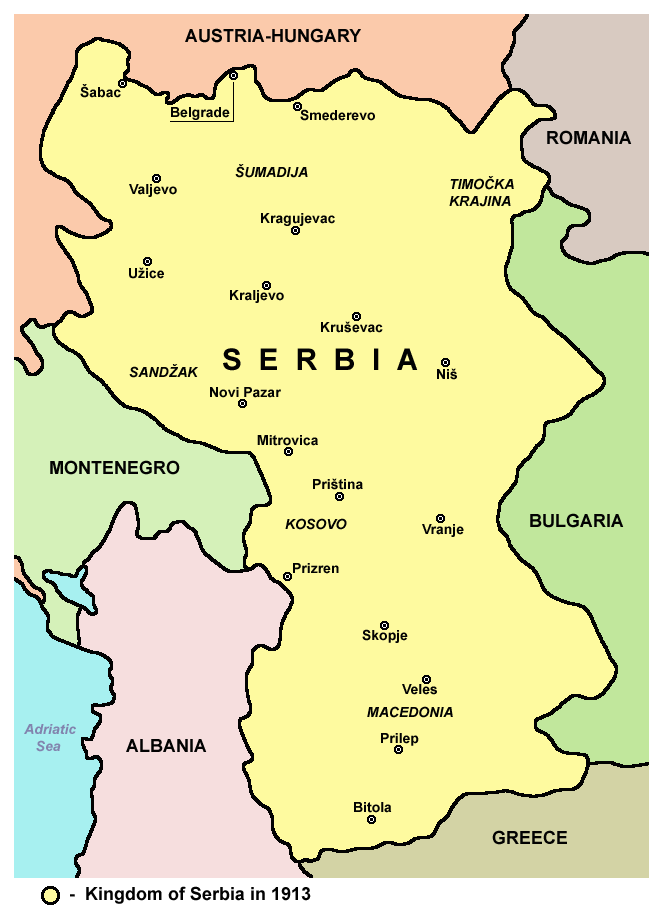
Królestwo Serbii w 1913

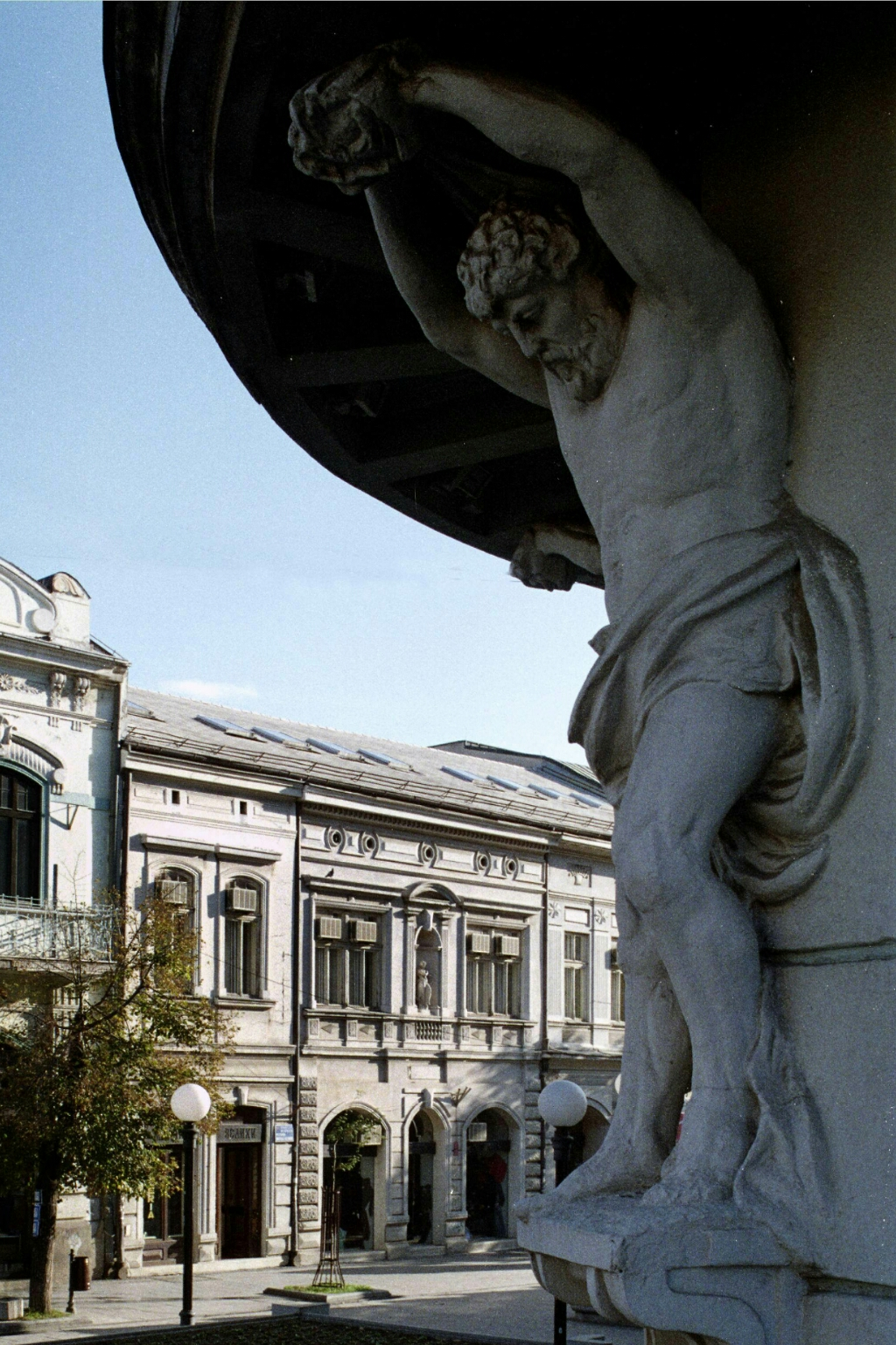
Kragujevac (zdjęcie współczesne)

Struktura organizacyjna wojska serbskiego (1914) – struktura organizacyjna wojska Królestwa Serbii w przededniu wybuchu I wojny światowej.
Naczelne Dowództwo i Sztab Naczelnego Dowództwa mieściło się w Kragujevacu.
1 Armia – sztab we wsi Rača
- Braničevski oddział (Požarevac):
  - Dunajska dywizja II poboru;
  - 3 dywizjon artylerii
  - 22 pułk piechoty III poboru
- Dunajska Dywizja I poboru (Belgrad)
- Timočka Dywizja II poboru (Rača)
- Moravska Dywizja II poboru
- Timočka Dywizja I poboru (Smederevska Palanka)

2 Armia – sztab w Aranđelovacu
- Moravska Dywizja I poboru (Aranđelovac)
- Mieszana Dywizja I poboru (wieś Darosava)
- Šumadijska Dywizja I poboru (Lazarevac)

3 Armia – sztab w mieście Valjevo
- Drinska Dywizja I poboru (Valjevo)
- Drinska Dywizja II poboru (Ljubovija, Krupanj, Loznica)

Užičkie wojsko (Užička vojska) – sztab Užice
- Šumadijska Dywizja II poboru (Užice)
- Užička Brigada (Bajina Bašta)
- Limski oddział (Priboj)